# منیخوف (ناحیه ستراکونیتسه)
منیخوف (به چکی: Mnichov) یک منطقهٔ مسکونی در جمهوری چک است که در ناحیه ستراکونیتسه واقع شده‌است. منیخوف ۸٫۳۱ کیلومتر مربع مساحت و ۲۳۸ نفر جمعیت دارد و ۴۵۴ متر بالاتر از سطح دریا واقع شده‌است.